# Rejon burajewski
Rejon burajewski (ros. Бураевский район) - jeden z 54 rejonów w Baszkirii. Stolicą regionu jest Burajewo.
100% populacji stanowi ludność wiejska, ponieważ w regionie nie ma żadnego miasta.